# جان فيليب ألبرشت
جان فيليب ألبرشت (بالألمانية: Jan Philipp Albrecht )‏ (و. 1982  م) هو سياسي من ألمانيا، وفرنسا، ولد في براونشفايغ، هو عضوٌ في تحالف '90 / الخضر.

## مناصب
تولى منصب عضو في البرلمان الأوروبي (25 مايو 2014–2 يوليو 2018)
- عضو في البرلمان الأوروبي (14 يوليو 2009–30 يونيو 2014).[5]

## التعليم
تعلم في جامعة هومبولت في برلين.

## روابط خارجية
- جان فيليب ألبرشت على موقع مونزينجر (الألمانية)